# Анжель (співачка)
Анжель Ван Лакен (фр. [ɑ̃ʒɛl]) (голландська вимова: [vɑn ˈlaːkə(n)]; (фр. Angèle Van Laeken, нар. 3 грудня 1995) — бельгійська співачка, що виступає під мононімом Анжела (або Анжель, фр. Angèle). Стала одним з найбільших проривів 2018 року у французькій та бельгійській поп-музиці, побивши рекорд Stromae за тижнями перебування на вершині бельгійських чартів синглів зі своїм синглом 2018 року «Tout oublier», записаним разом з братом Ромео Елвіс. Станом на 2018 рік проживала в Парижі.

## Життєпис
Народилася 1995 року в музично-артистичній сім'ї. Батько Анжели — відомий бельгійський співак Марка (фр. Marka), мати — комедійна актриса Лоранс Бібо. У 2000-х роках батьки виступали у складі популярного поп-рокового дуету Monsieur et Madame.
Анжела розпочала свою музичну кар'єру в 2015 році на «YouTube» та в «Інстаграмі», де викладала кавери (на різні пісні) та смішні фотографії.

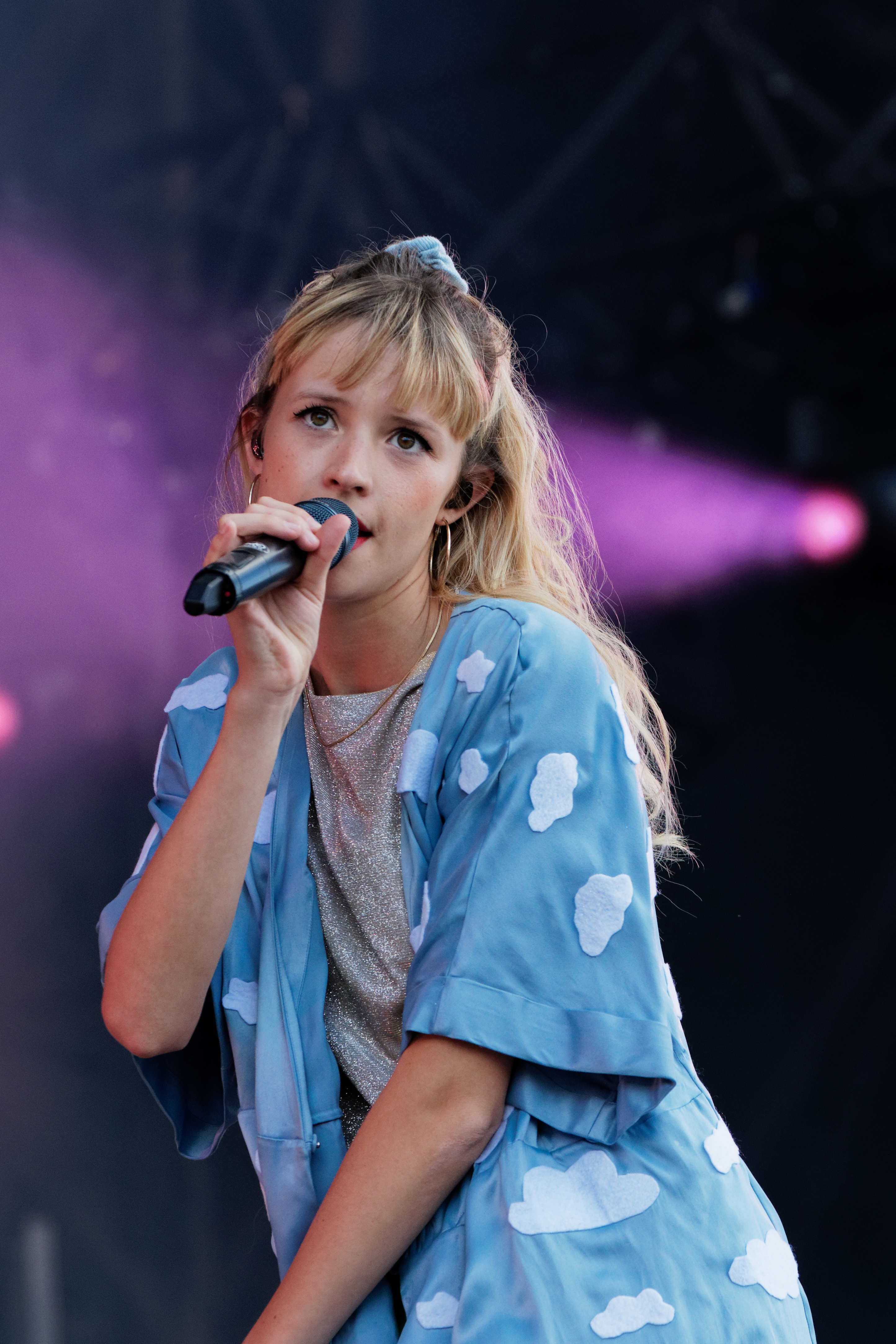
Анжель на фестивалі Vieilles Charrues у 2018 році

Там її помітили, зокрема, завдяки каверу на пісню Діка Аннегарна «Брюссель».
У 2017 році репер Дамсо (фр. Damso) запропонував Анжелі виступити на розігріві на своїх концертах.
Справжня популярність прийшла до неї в 2017 році з ексцентричним кліпом на пісню La Loi de Murphy (Закон Мерфі). Кліп вийшов наприкінці того року і став досить популярним .
Наступним синглом стала пісня «Je veux tes yeux» («Я хочу твої очі»).
У жовтні 2018 року в Анжели вийшов дебютний альбом, названий Brol, що на бельгійською розмовною мовою означає «Бордель» .
Станом на 2019 рік найпопулярнішою піснею Анжели ьула «Tout oublier» («Все забути»), записана за участю старшого брата — популярного бельгійського репера Ромео Елвіса (фр. Roméo Elvis). З цією піснею Анжела очолила чарти Валлонії (франкомовної Бельгії) та Франції. Пісня є частиною першого альбому та вийшла (окремим синглом) в один день з ним — 5 жовтня 2018 року Garorock, and Rock Werchter..
Ставши одним із відкриттів сезону на франкомовній музичній сцені, з церемонії вручення премії Victoires de la musique («Музичні перемоги», французький аналог премії «Греммі») у січні 2019 року Анжела повернулася відразу з двома статуетками — за альбом Brol у номінації «Відкриття року» та за кліп до пісні «Tout oublier» у номінації «Найкращий музичний кліп».
Наступний сингл, Balance ton quoi, вийшов 15 квітня 2019 року. Він теж піднявся на 1-ше місце у Валлонії, у Франції ж досяг 2-го місця (у списку найбільш завантажуваних пісень у Франції — 1-го місця).
15 травня 2019 року Анжела виступила на церемонії відкриття Каннського кінофестивалю з піснею «Sans toi» з кінофільму "Клео від 5 до 7 " .
Черговий сингл, «Flou», вийшов 5 липня 2019 року та досяг у Франції 34-го місця (на радіо 3-го), а також у Валлонії 2-го місця.
У квітні 2020 року Анжель виступила для One World: Together At Home, глобальної телевізійної та цифрової спеціальної програми на підтримку медичних працівників і ВООЗ під час пандемії COVID-19, яку вела Леді Гага. У жовтні 2020 року вийшов спільний сингл «Fever», спільний з лондонською співачкою Дуа Ліпою та записали відеокліп. Пізніше було оголошено про співпрацю над випуском нового альбому Lipa Future Nostalgia. Перед публікацією відео Ліпа оголосила в соцмережах, що Анжель з'явиться як спеціальний гість на її концерті в прямому ефірі Studio 2054 27 листопада 2020 року.

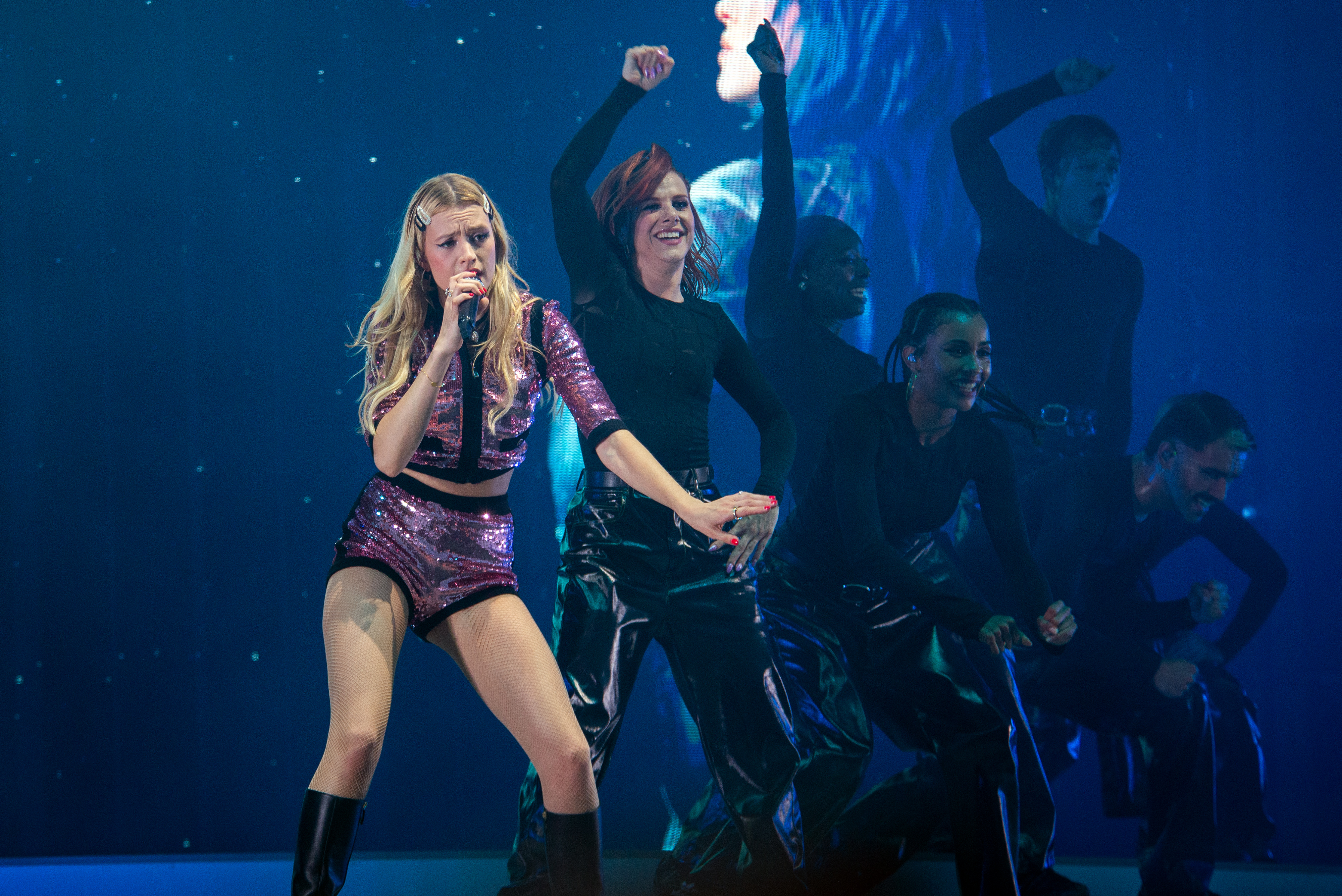
Анжель на сцені у Франції, 2022 рік.

У 2021 році Анжель дебютувала у фільмі «Аннет» режисера Леоса Каракса. У 2022 році Анжель знялася у відеокліпі «Sunflower» на підтримку другого альбому бельгійського співака Таміно Аміра «Sahar».

## Особисте життя
З 2017 по 2019 рік Анжель зустрічалася з французьким танцюристом і хореографом Лео Воком. Вона написала пісню «Perdus», яка розповідає про завершення їхніх стосунків, пов'язану з її новою славою.
У серпні 2020 року Анжель оголосила в Instagram, що зустрічається з французьким актором Марі Папійон під час камінг-ауту. Наступного року вони розлучилися. Їхні фотографії були раніше опубліковані французьким таблоїдом Public у 2019 році, а потім обговорювалися на ток-шоу Touche pas à mon poste!, без згоди Анжель на розголошення про сексуальну орієнтацію. У своєму однойменному документальному фільмі Netflix 2021 року Анжель підтвердила свою бісексуальність.

## Дискографія
Див. розділ «Discography» в англійській Вікіпедії .

### Студійні альбоми
| Назва        | Деталі | Пікові позиції у чартах | Пікові позиції у чартах | Пікові позиції у чартах | Пікові позиції у чартах | Список сертифікацій                    |
| Назва        | Деталі | BEL (WA)                | BEL (FL)                | FRA                     | SWI                     | Список сертифікацій                    |
| ------------ | --- | ----------------------- | ----------------------- | ----------------------- | ----------------------- | -------------------------------------- |
| Brol         | - Реліз: 5 жовтня 2018 року - Повторний вихід: 8 листопада 2019 (Brol La Suite) - Лейбл: Angèle VL, Initial Artist - Формат: CD, LP, digital download, Потокове мультимедіа, Колекційна коробка | 1                       | 1                       | 1                       | 7                       | - BEA: 7× Platinum - SNEP: 2× Diamond  |
| Nonante-Cinq | - Реліз: 3 грудня 2021 року - Лейбл: Angèle VL, Initial Artist - Формат: CD, LP, digital download, потокове мультимедіа                                                                         | 1                       | 3                       | 2                       | 6                       | - BEA: 2x Platinum - SNEP: 3× Platinum |

## Фільмографія

### Фільми
| Рік  | Назва                             | Роль                       | Примітки                 |
| ---- | --------------------------------- | -------------------------- | ------------------------ |
| 2019 | Історія іграшок 4                 | Ґабі Ґабі (голос)          | дубляж французькою мовою |
| 2021 | Аннетт                            | Член Шести обвинувачувачів |                          |
| 2021 | Космічний джем: Нове покоління    | Лола Банні (голос)         | дубляж французькою мовою |
| 2021 | Анджела                           | сама себе (камео)          | Документальний фільм     |
| 2023 | Астерікс і Обелікс: Шовковий шлях | Панацея (Фалбала)          |                          |

### Телесеріали
| Рік  | Назва           | Роль      | Примітки  |
| ---- | --------------- | --------- | --------- |
| 2020 | Полум'я         | Анна      | 2 епізоди |
| 2021 | Мері та її речі | буфетниця | 1 епізод  |

## Нагороди та номінації

### Red Bull Elektropedia Awards
| Рік  | Нагорода                        | Номінація                               | Результат | Примітки |
| ---- | ------------------------------- | --------------------------------------- | --------- | -------- |
| 2018 | Артист року                     | себе                                    | Перемога  | [ 33 ]   |
| 2018 | Найкраща пісня                  | себе                                    | Перемога  | [ 33 ]   |
| 2018 | Прорив року (артист / продюсер) | себе                                    | Перемога  | [ 33 ]   |
| 2018 | Найкращий відеокліп             | «La loi de Murphy» & «Je veux tes yeux» | Перемога  | [ 33 ]   |

### D6bels Music Awards
D6bels Music Awards — це музична подія, організована RTBF, громадською радіо-телевізійної служби Французької спільноти Бельгії.
| Рік  | Нагорода                | Номінація          | Результат | Примітки |
| ---- | ----------------------- | ------------------ | --------- | -------- |
| 2018 | Альбом року             | «Brol»             | Перемога  | [ 33 ]   |
| 2018 | Співачка року           | Herself            | Перемога  | [ 33 ]   |
| 2018 | Французька пісня року   | Herself            | Перемога  | [ 33 ]   |
| 2018 | Концерт року            | Herself            | Номінація | [ 34 ]   |
| 2018 | Музикант року           | Herself            | Номінація | [ 34 ]   |
| 2018 | Автор / композитор року | Herself            | Номінація | [ 34 ]   |
| 2018 | Відеокліп року          | «La thune»         | Номінація | [ 34 ]   |
| 2018 | Хіт року                | «La loi de Murphy» | Номінація | [ 34 ]   |

### MTV Europe Music Awards
| Рік  | Нагорода                                    | Номінація | Результат | Примітки |
| ---- | ------------------------------------------- | --------- | --------- | -------- |
| 2018 | MTV Europe Music Award for Best Belgian Act | Herself   | Номінація | [ 35 ]   |
| 2020 | MTV Europe Music Award for Best Belgian Act | Herself   | Перемога  | [ 36 ]   |

### Music Industry Awards
Нагороди MIA (повна назва — «Music Industry Awards») — це фламандська музична нагорода, які присуджуються VRT у співпраці з Музичним центром Фландрії.
| Рік  | Нагорода                | Номінація                  | Результат | Примітки |
| ---- | ----------------------- | -------------------------- | --------- | -------- |
| 2018 | Альбом року             | «Brol»                     | Номінація | [ 37 ]   |
| 2018 | Мистецтво року          | «Brol»                     | Перемога  | [ 38 ]   |
| 2018 | Автор / композитор року | себе                       | Номінація | [ 37 ]   |
| 2018 | Прорив року             | себе                       | Перемога  | [ 38 ]   |
| 2018 | Співачка року           | себе                       | Перемога  | [ 38 ]   |
| 2018 | Поп-музикант року       | себе                       | Номінація | [ 37 ]   |
| 2018 | Відеокліп               | «La loi de Murphy»         | Номінація | [ 37 ]   |
| 2019 | Пісня року              | «Tout oublier»             | Перемога  |          |
| 2019 | Співачка року           | себе                       | Перемога  | [ 38 ]   |
| 2019 | Поп-музикант року       | себе                       | Перемога  |          |
| 2019 | Live Act                | себе                       | Перемога  |          |
| 2019 | Відеокліп року          | «Balance ton quoi»         | Перемога  |          |
| 2022 | Хіт року 2020           | «Oui ou non»               | Номінація | [ 39 ]   |
| 2022 | Хіт року 2021           | «Fever» (разом з Дуа Ліпа) | Перемога  | [ 40 ]   |
| 2022 | Співачка року           | себе                       | Перемога  | [ 41 ]   |
| 2022 | Поп-музикант року       | себе                       | Перемога  |          |
| 2022 | Автор / композитор року | себе                       | Номінація |          |
| 2022 | Відеокліп року          | «Bruxelles je t'aime»      | Номінація |          |

### Victoires de la Musique
Victoires de la Musique — це щорічна французька церемонія нагородження, на якій Міністерство культури Франції вручає нагороду «Victoire» для визнання найвидатніших досягнень у музичній індустрії, зокрема, найкращих музикантів року. Нагороди є французьким еквівалентом нагород Греммі та Brit Awards для музикантів. Вона одна з найголовніших нагород у Франції.
| Рік  | Нагорода                            | Номінація          | Результат | Примітки      |
| ---- | ----------------------------------- | ------------------ | --------- | ------------- |
| 2019 | Найвідоміший альбом року            | «Brol»             | Перемога  | [ 42 ] [ 43 ] |
| 2019 | Найкращий аудіовізуальний твір року | «Tout oublier»     | Перемога  | [ 42 ] [ 43 ] |
| 2020 | Найкраща співачка року              | Herself            | Номінація | [ 44 ]        |
| 2020 | Концерт року                        | «Brol Tour»        | Перемога  | [ 44 ]        |
| 2020 | Найкращий аудіовізуальний твір року | «Balance ton quoi» | Номінація | [ 44 ]        |

### NRJ Music Awards
| Рік  | Нагорода                          | Номінація            | Результат              | Примітки |
| ---- | --------------------------------- | -------------------- | ---------------------- | -------- |
| 2019 | Best French duo                   | Angèle & Roméo Elvis | Номінація (2-ге місце) | [ 45 ]   |
| 2019 | Найкраща французька співачка року | Herself              | Перемога               | [ 45 ]   |
| 2019 | Найкраща французька пісня року    | Tout oublier         | Перемога               | [ 45 ]   |
| 2019 | Найкращий відеокліп               | Tout oublier         | Номінація (2-ге місце) | [ 45 ]   |

### UK Music Video Awards
| Рік  | Нагорода                           | Номінація                  | Результат | Примітки |
| ---- | ---------------------------------- | -------------------------- | --------- | -------- |
| 2021 | Найкраща градація кольорів у відео | «Fever» (разом з Дуа Ліпа) | Номінація | [ 46 ]   |